# Oldemorstoft
Oldemorstoft er en en museumsgård i Padborg, der huser Told- og Grænsemuseet.

## Navnets betydning og gårdens beliggenhed
Navnet Oldemorstoft kommer måske af oldemor, der er et tidligere ord for bedstemor, men betydningen er her nok blot en ældgammel person. Gården kaldtes også Voldemarstoft; Voldemar og Volmer er gamle former af navnet Valdemar. At gårdens navn Voldemar skulle have med en kong Valdemar at gøre, kan anses for at være en skrøne (den sidste af navnet døde 1375). Mere sandsynligt er, at navnet Oldemorstoft er blevet til Voldemarstoft (velsagtens af sproglige grunde: historikere og andre skrivende på højtysk, hvor ordet oldemor ikke findes, valgte så formen Woldemarstoft, siden Waldemarstoft. På plattysk findes ordet). 500 m øst for bygningerne findes den øverste ende af Kruså-dalen, med Nyhus Sø og brede enge. Her kan slås hø, hvilket var vigtigt for dyrenes overlevelse om vinteren. Mængden af hø bestemte, hvor mange kreaturer en gård kunne have året rundt. Hærvejen passerer forbi ca en km nordpå.

## Privilegier og herredsfoged
13. januar 1484 blev Henrik Lorentzen af kong Hans forlenet med gården (gården var i århundreder ikke en egentlig selvejergård). Hans to sønner, Jep og Lorentz Henrichsen, fik af kong Frederik I bekræftelse på gårdens privilegier, underskrevet den 26. juni 1528 på Gottorp slot af kongen og amtmand Wulf Pogwisch. Her citeret i uddrag efter en gammel højtysk afskrift af den plattyske original: » ... den Hof Oldemorstoft mit aller Zubehörung so ihrem Vater daselbst vorhin gehabt und besessen hat, mit Holz und Mast, so davon fällt, Wischen, Weisen, Teichen und Wassern wie auch den alten Hopfen Hof, so vorzeiten dem Guthe Platen zugehörig [dårlig oversættelse fra plattysk: „dem Guthe plag to gehören”, altså „plejede at høre til godset” (gården)], für sich und seine Erben frey und quit für alle Hofdiensten für ihr eigen nutz zeit lebens zu gebrauchen, gnädigst vergönnt und zugestanden haben, dagegen uns und unseren Erben alle Jahr die gewöhnlichen Abgiften nach Ausweisung des Flensburgers Amts Register und sonsten keine mehrere Abgiften in keinerlei Weise gelten sollen... «. Dengang havde alle gårde en humlegård (Hopfen Hof), af sundhedsmæssige grunde var øl at foretrække frem for brøndvand. Jep og Lorentz delte gården imellem sig, Jep byggede Vestergården og Lorentz Østergården (reelt ligger øst-gården nord for vest-gården). Navnet Oldemorstoft (eller Voldemarstoft) blev synonymt med begge gårdene. I 1536 konfirmeredes gårdens privilegier af kong Christian III. Bekræftedes atter i 1561, 1605, 1649, 1684 og 1701 (privilegierne skulle konfirmeres af enhver ny konge, skete sidste gang 1850-51). Privilegierne indeholdt, at gården var fritaget for visse kongelige skatter, imod at kongen og nogle af hans følge havde ret til at logere på gården. Der skulle til enhver tid være en stue klar til modtagelse af kongen. Kong Christian IV vides flere gange at have overnattet på gården, og kong Christian V spiste flere gange middag på Oldemorstoft. Til gengæld havde gårdmanden ret til at holde kro. Med hærvejen lige uden for døren, var det nok en givtig forretning, både mennesker og dyr skulle have føde, drikke og hvile (i Bov lå en kro, der 1566 fik kongeligt privilegium, så der var lidt konkurrence).
I 1604 blev Nis Asmussen på Vestergården tillige herredsfoged for Vis Herred, hvor havde Jes Boysen i Kollund været det. Oldemorstoft og Kollund lå noget upraktisk i det nordøstre hjørne af herredet. Dermed steg familiens anseelse i sognet yderligere. Den skænkede både altertavle, prædikestol og sølvtøj til kirken. 1674 solgte Nicolaj Nissen (1627-1684) Vestergården til Nis Lorentzen på Østergården, der tillige overtog hvervet som herredsfoged. Ved hans død 1682 ophørte gården at være sæde for herredsfogeden.

## Gårdens ophør
Tidligere lå gården alene. Efter anlæggelsen af sidebanen til Sønderborg i 1901 opførtes et par huse ved Padborg station. Den nye grænse kom i 1920 til at gå lige syd for gårdens marker. Den danske stat ønskede, som det indtil da var tilfældet i Vamdrup, at have en jernbanestation lige nord for grænsen, hvor de mange togrejsende kunne blive kontrolleret straks ved ankomsten til landet. Det betød rangering med og klargøring af damplokomotiver etc. som krævede personale. Politi, told og gendarmer skulle der også være, samt skole og lærere. Huse byggedes på østsiden af jernbanen. Efterhånden blev det til mange huse og i dag er det meste af gårdens jord bebygget og Padborg er blevet en stor stationsby med en stærk transportsektor.
Landbrugsdriften ophørte i midten af det 20. århundrede. Østergårdens bygninger eksisterer stadig og huser nu egns- og landbrugsmuseet „Museum Oldemorstoft”, Bovvej 2.